# Kaap Catoche
Kaap Catoche (Spaans: Cabo Catoche, Yucateeks Maya: Ekab K’otoch) is een kaap op de uiterste noordoostpunt van Yucatán. Kaap Catoche bevindt zich in de staat Quintana Roo, 33 kilometer ten noorden van Cancún. Kaap Catoche scheidt de Caribische Zee van Straat Yucatán.
In 1511 leed hier een Spaans schip schipbreuk. De overlevenden, Gonzalo de Guerrero en Jerónimo de Aguilar, waren de eerste Europeanen die voet op Mexicaans grondgebied zetten. Guerrero trouwde met een Mayavrouw, en bleef als Maya in Yucatán leven. Aguilar sloot zich later aan bij de expeditie van Hernán Cortés.
De naam komt van het Maya k’otoch, wat "onze huizen" of "thuisland" betekent.